# João da Baiana
João da Baiana, (Rio de Janeiro, 1887. május 17. – Rio de Janeiro, 1974. január 12.) brazíl dalszerző, szambazenész.

## Pályafutása
João da Baiana rabszolgák unokája volt. Angolából származott. Gyermekkorát a szülei otthonában, tulajdonképpen Tia Ciata házában töltötte, ahol a  szamba megszületett. A szamba pedig tiltott volt, a rendőrfőkapitány külön engedélyt adott a szambapartihoz − ha éppen olyan kedve volt. Többször is letartóztatták szambajátékosként.
João da Baiana nagy jelentőségű dalszerző a szambaszerzők között. Egyik alkotója volt a kollektív alkotásból a kereskedelmi, városi zenélés felé vezető útnak. Egyike volt azoknak a brazil zenészeknek, akikkel Leopold Stokowski is készített felvételeket (1940).
Tizenkét testvére között a legfiatalabbként da Baiana autodidaktaként nagyon korán kezdett el komponálni 1897-ben. Kilencévesen da Baiana már a Haditengerészet zenekarában játszott. 1908-ban Pinheiro Machado szenátor egy bulit rendezett, amire de da Baiana nem ment el, mert a rendőrség elkobozta pandeiróját. Machado üzenetet küldetett emiatt, és készíttetett neki a gyártónál egy új pandeirót.
Tizenháromévesen pedig a tüzérségnél a kocsis asszisztense lett, ugyanakkor a Spinelli Circusban is dolgozott, és a fiúkat irányította, akik Eduardo das neves zenebohócot népszerűsítették az utcákon.
1920-ban raktáros lett, majd 1920-ban a kikötő rakparti fiskálisa (1910-1949). Emiatt nem tudta követni Pixinguinha-t és Os Oito Batutast európai turnéikon.   
Zeneszerzőként da Baiana legnagyobb slágerei a „Mulher Cruel” (Dongával és Pixinguinha-val (1924), „Pedindo Vingança” (1925), „Cabide de Molambos” (1928) és „Deixa Amanhecer”.

## Lemezek
- https://www.discogs.com/de/artist/2220755-Jo%C3%A3o-Da-Baiana
- MusicBrainz: 14d1cb60-cb68-4813-bfe4-75277b2f0c5f

## Film
- Saravah